# Amegilla wallacei
Amegilla wallacei es una especie de abeja excavadora perteneciente al género Amegilla, categorizada en la tribu Anthophorini, de la subfamilia Apinae.
Fue descrita científicamente por el naturalista inglés Theodore Dru Alison Cockerell en 1907. Aparece registrada en una sección de Discover Life bee species guide and world checklist (Hymenoptera: Apoidea: Anthophila) de 2020.

## Distribución
La especie se distribuye por Asia, en Indonesia.